# Зверев, Георгий Митрофанович
Георгий Митрофанович Зверев (род. 1934) — советский и российский учёный-физик и педагог, специалист в области квантовой электроники. доктор физико-математических наук (1979). Лауреат Государственной (1976) и Ленинской (1983) премий. Заслуженный деятель науки Российской Федерации (2006).

## Биография
Родился 8 ноября 1930 года в Москве.
С 1951 по 1956 год обучался на Физическом факультете МГУ. С 1957 по 1964 год на педагогической работе на кафедре оптики и спектроскопии Физического факультета МГУ под руководством профессора А. М. Прохорова. 
С 1964 года начинает свою научную деятельность в качнестве научного сотрудника в НИИ «Полюс» имени М. Ф. Стельмаха, под его руководством и при непосредственном участии создавалась  научно-производственная база по разработке и производству твёрдотельных лазеров, монокристаллов и лазерных элементов для квантовой электроники, его разработки, в том числе лазеры, лазерные целеуказатели и дальномеры, активные лазерные кристаллы использовались в области специальной техники, в том числе космической. С 1980 по 2012 год — главный инженер и  заместитель директора НИИ «Полюс» имени М. Ф. Стельмаха по научной работе. Одновременно с научной занимается и педагогической работой в Московском физико-техническом институте в должностях профессора и заведующего кафедрой квантовой электроники.
В 1960 году Г. М. Зверев защитил в ФИАН диссертацию на соискание учёной степени кандидат физико-математических наук по теме: «Исследование электронного парамагнитного резонанса ионов V³+ и Co²+ в корунде», в 1979 году на основе научных исследований и разработок в области лазерных материалов и твердотельных лазеров ему была присвоена учёная степень — доктор физико-математических наук. 
Действительный член Академии инженерных наук имени А. М. Прохорова. 
В 1976 году Постановление ЦК КПСС и СМ СССР «за разработку гаммы высокочувствительных квантовых усилителей и их внедрение в системы дальней космической связи и радиоастрономию» Г. М. Зверев был удостоен Государственной премии СССР в области науки и техники. В 1983 году «За участие в разработке современного комплекса вооружения» был удостоен Ленинской премии.

## Награды
- Орден Октябрьской Революции (1981)
- Орден Трудового Красного Знамени (1971)

### Премии
- Ленинская премия
- Государственная премия СССР (1976 — «за разработку гаммы высокочувствительных квантовых усилителей и их внедрение в системы дальней космической связи и радиоастрономию»)[4]

### Звания
- Заслуженный деятель науки Российской Федерации (2006)